# Criocerinae
Criocerinae är en underfamilj till bladbaggarna. I Sverige finns det 10 arter. I Amerika finns det norr om Mexiko 44 beskrivna arter, av vilka 12 nyligen har påträffats. De övervintrar som vuxna. Det har forskats i arten lilioceris liliis parningsmetoder, där man har kommit fram till att själva kopuleringen tar mer än 20 minuter. Hanen klamrar sig fast på honans rygg i flera timmar medan hanens könsorgan kommer in i honans.
Oulema melanopus och oulema duftschmidi förekommer i samma undersökning. Den visar att kopuleringen äger rum under ungefär lika lång tid som i L. lilii. Efter att den är genomförd klamrar sig hanen kvar på honans täckvingar för att skydda honan. Hon försöker i sin tur få av honom genom att sparka. Direkt efter kopuleringen genomför de ofta den en gång till.